# 林地小檗
林地小檗（学名：Berberis nemorosa）是小檗科小檗属的植物，是中国的特有植物。分布于中国大陆的广西等地，生长于海拔3,100米的地区，常生于山坡灌丛中，目前尚未由人工引种栽培。